# Río Bombonajillo
Der Río Bombonajillo ist ein etwa 50 km langer rechter Nebenfluss des Río Biavo in der Provinz Bellavista in der Region San Martín im zentralen Norden Perus.

## Flusslauf
Der Río Bombonajillo entspringt auf einer Höhe von etwa 750 m im Osten des Distrikts Bajo Biavo an der Westflanke er Cordillera Azul. Der Río Bombonajillo fließt in überwiegend westnordwestlicher Richtung durch ein Hügellandschaft im Norden des Distrikts Bajo Biavo. Der Fluss bildet fast auf seiner gesamten Länge zahlreiche Flussschlingen und Altarme. Am Flusslauf liegen mehrere Orte und Siedlungen, die größte ist Almirante Miguel Grau. Auf den unteren 5 Kilometern wendet sich der Río Bombonajillo nach Norden und mündet schließlich auf einer Höhe von etwa 230 m in den Unterlauf des Río Biavo.

## Einzugsgebiet
Der Río Bombonajillo entwässert ein Areal von 344 km². Das Einzugsgebiet liegt im Distrikt Bajo Biavo. Es grenzt im Süden an das des Río Ponacillo sowie im Norden an das des Río Ponasa. Entlang dem Flusslauf wird Landwirtschaft betrieben.